# Reine Fiske
Nils Reine Fiske, född 4 oktober 1972 i Saltsjö-Boo, är en svensk gitarrist och multiinstrumentalist. Han är mest känd för att spela i Dungen men har också spelat med Paatos, Landberk, Morte Macabre, Reform, Träd Gräs och Stenar, The Guild, The Amazing, Svenska Kaputt, Motorpsycho, Anna Järvinen och Melody's Echo Chamber.

## Diskografi
Med Landberk
- Lonely Land (The Laser's Edge, 1992)
- One Man Tell's Another (Megarock Records, 1994)
- Riktigt Äkta (Colours 1992 / Record Heaven Music, 1995)
- Unaffected (Melodie & Dissonanze, 1995)
- Indian Summer (Record Heaven, 1996)

Med Morte Macabre
- Symphonic Holocaust (Mellotronen 1998)

Med Paatos
- Timeloss (Stockholm Records, 2002)

Med Dungen
- Stadsvandringar (Dolores Recordings, Virgin Records, 2002)
- Ta Det Lugnt (Subliminal Sounds, 2004)
- Dungen: 1999-2001 (Subliminal Sounds, 2005), compilation
- Panda (Memphis Industries, 2005)
- Tio Bitar (Subliminal Sounds, 2007)
- Sätt Att Se (Subliminal Sounds, 2008)
- 4 (Subliminal Sounds, 2008)
- Skit I Allt (Subliminal Sounds, 2010)
- Öga, Näsa, Mun (Third Man Records, 2011)

Med S.T. Mikael
- Mind of Fire (Subliminal Sounds, 2007)

Med Anna Järvinen
- Jag Fick Feeling (Häpna, 2007)
- Man Var Bland Molnen (Häpna, 2009)
- Anna Själv Tredje (Stranded Rekords, Universal Music, 2011)

Med The Guild
- The Golden Thumb (2009)

Med Träd, Gräs och Stenar
- Hemlösa Katter / Homeless Cats (Gåshud, 2009)

Med The Amazing
- The Amazing (Subliminal Sounds, 2009)
- Wait for a Light to Come (Subliminal Sounds, 2010)
- Gentle Stream (Subliminal Sounds, 2011)
- Picture You (Partisan Records, 2015)

Med Elephant9
- Atlantis (Rune Grammofon, 2012)
- Silver Mountain (Rune Grammofon, 2015)

Med Svenska Kaputt
- Svenska Kaputt (Moserobie, 2012)

Med Motorpsycho
- Still Life With Eggplant (Rune Grammofon, 2013)
- Behind The Sun (Rune Grammofon, 2014)